# Giacomo Cotta
Giacomo Cotta (Gorlago, 15 dicembre 1627 – 13 dicembre 1689) è stato un pittore, incisore e presbitero italiano.

## Biografia
Giacomo Cotta nacque a Gorlago da Nicolò e Anna Berlendi il 15 dicembre 1627. Le prime importanti informazioni sul pittore e intagliatore sono dello storico Francesco Tassi nel suo studio dei pittori del territorio bergamasco. Malgrado siano poche le fonti riguardanti la sua vita, si conosce che seguì i primi studi presso il seminario di Bergamo che lasciò per seguire il lavoro di intagliatore e pittore.
(francesco Maria Tassi)

### Gli anni a Milano
Negli ultimi anni della prima metà del Seicento, risulta che abbia firmato un contratto a Milano per la realizzazione di alcuni incisioni. Il suo primo lavoro firmato JACOMUS COTTA F. MED.NI è proprio del 1649 e si trova in calce a un'antiporta realizzata a bulino sul volume Proteo Legato del conte Ottavio Brembati, testo che aveva come oggetto uno studio botanico e sulla mineralogia. La sua residenza è indicata nel biennio 1649-50 , all'età di soli 20 anni, presso Sislanzone, proprietario immobile a cui erano indicati almeno 39 persone che vivevano in affitto presso le sue proprietà.

Sposò nel 1655 la milanese Margherita Bianchi nella chiesa di San Protasio ad Monasches che era figlia dei tipografi Bianchi, ricerche effettuate nella chiesa indicherebbero come non corrette quelle riportate dagli storici in particolare dal Tassi che lo volevano sposato con Margherita della famiglia degli stampatori Agnelli, figlia di Federico stampatore di Milano, che aveva il suo laboratorio di stampa in via Santa Margherita, conosciuta grazie al sua lavoro di incisore, e che abitava sempre presso le proprietà del Sislanzone. Lo storico Pasino Locatelli continua con il medesimo errore e scrisse nel suo lavoro di ricerca

Errore ripreso dallo storico Luigi Pagnoni da questa unione nacquero ben tredici figli
(Luigi Pgnoni)
Malgrado siano poche le fonti d'archivio relative le committenze milanesi ma restano a testimonianza i lavori realizzati visse a nella capita lombarda almeno un ventennio. L'arte dell'incisione aveva ripreso vigore a Milano grazie al cardinale Federico Borromeo, famoso per la sua attenzione verso l'arte, che aveva favorevolmente vivacizzato l'uso di incisioni nei libri stampati. 
Del 9 settembre 1650 è la registrazione nella chiesa di Sant'Eufemia della presenza del Cotta al battesimo in qualità di padrino del primogenito chiamato Giacomo Bartolomeo di Johann Christoph Storer.

I lavori del Cotta furono molto apprezzati, diventando in giovane età uno dei più conosciuti incisori venendo indicato nell'attività incisoria di Milano tra Melchiorre Gherardini, che era favorito in quanto genero del Cerano. I lavori dei due artisti erano molti diversi, il primo infatti raffigurava gli aspetti più esteriori della mondanità cittadina, con palazzi, e feste, mentre il Cotta raffigurava quella che era il quotidiano della vita civile milanese, facendo dei lavori che sono indicativamente almeno una quarantina, e che si presentano in un linguaggio molto vivace, una importante testimonianza e fonte della storia del suo tempo. Molte di queste sono inserite nel volume della Treccani Storia di Milano- Il declino spagnolo. Interessante è l'acquaforte firmata Jac. Cotta. Scul che raffigura il territorio dello stato milenese, conservato nella civica raccolta Bertarelli al Castello. Questa fu oggetto di studio già nel Settecento documentato da un intenso epistolario tra gli astronomi studio di Brera e gli austriaci, che non trovandosi concordi nelle rilevazioni del territorio, dovettero interpellare studiosi e il consigliere Pecis il quale ricorre proprio ai lavori del Cotta.. In una lettera del ministro Kaunitz si trova l'indicazione della cartina del Cotta dal cui studio nel 1775 fu realizzata la nuova cartina: 
La raffigurazione a volo d'uccello, comprende un territorio piuttosto vasto definito come «i quattro rami incisi da Giacomo Cotta che portano la delineazione di parte dello Stato di Milano, cioè il Principato di Pavia, Lomellina, Novarese, Vigenevasco, Tortonese ed Alessandrino ed unitamente il Vercellese con parte di Piemonte, Langhe e Monferrato». Le datazioni dei suoi lavori possibili con lo studio delle pubblicazioni indicano quanto è stata intensa l'attività grafica del Cotta e quanti dovevano essere i contatti che ebbe anche con i pittori del tempo. Particolarmente importante con Stoner i quali lavorarono insieme a Bergamo per Palazzo Terzi.

### Il ritorno a Bergamo
Dal matrimonio con Margherita Bianchi nacque l'11 marzo 1659 la primogenita Paola Maria, e il 27 settembre 1660 Nicolò Paolo Michele. La data del suo ritorno a Bergamo è indicativamente intorno al 1668 perché già 1670 è registrata la nascita di Anna Maddalena battezzata nella Basilica di Sant'Alessandro in Colonna, di Bergamo alla cui nascita era morta la madre.
Importante è il documento d'ingresso del 1679 di questa ultima figlia, nel convento delle suore terziarie francescane di Bergamo, sarà questa l'ultima figlia del pittore dopo la morte della moglie. Il grave lutto lo fecero tornare alle origini, volendo diventare sacerdote e infatti nel settembre 1673 risulta essere don Giacomo Cotta, e la sua vita si divise tra gli obblighi sacerdotali e l'attività artistica, risulta suo il lavoro incisorio del Libro delle messe conservato nella chiesa di Sant'Alessandro della Croce, abitando presso la chiesa di San Bernardino. A Bergamo la sua attività principale fu però la pittura, realizzando numerosi dipinti per le chiese di Bergamo, e le sue opere erano molto apprezzate. Si dedicò all'insegnamento della pittura e fra questi Fra Galgario fino al compimento dei suoi sedici anni diventando poi uno dei più importanti ritrattista e artista.
Nel 1685 fu incaricato dalla congregazione della Misericordia Maggiore a modificare alcuni dipinti per celarne alcune nudità non più gradite, nella grande tela di Antonio Zanchi raffigurante Mosè che fa scaturire l'acqua dalla roccia.L'anno successivo gli fu commissionato un lavoro simile per il dipinto Sacrificio di Noè di Federico Crivelli. La sola commissione che risulta però registrata è una tavola raffigurate San Giovanni Battista e altri santi per la chiesa di San Siro di Rota d'Imagna commissionata da Genovario Quarenghi. Molte furono le opere realizzate per la chiesa di San Giuseppe dove vi erano le suore terziarie raffiguranti le storie di Maria e Giuseppe. 
Del 1677 è l'incisione raffigurate Bartolomeo Colleoni inserita nel testo di Donato Calvi Effemeride sagro profana di quanto di memorabile sia successo in Bergamo, sua diocese et territorio (1676-1677). tratto dal rutratto di Giovan Battista Moroni.
Nel mese di ottobre 1689 Giacomo Cotta, nel pieno delle sue qualità mentali dettò il suo testamento dove indicava suoi eredi i figli. Morì il 13 dicembre 1689, e il suo corpo fu inumato nella chiesa alessandrina di via Pignolo.

## Opere pittoriche
Poche sono le opere riconducibili all'artista, tra queste vi sono:
- Riposo durante la fuga in Egitto l'opera faceva parte della collezione romana del cardinale Joseph Fesch venduto nel 1845 a Bernard Marcel e da questi donato al museo di Caen nel 1872. La tela riporta la firma dell'artista sul retro del tondo: 1673/D Iacomo Cotta mano propria/Bergamo.[16];
- Madonna in trono e santi Chiesa di San Martino;
- Deposizione Firenze collezione privata;
- San Filippo Neri istituti educativi di Bergamo;
- Visione di san Giovanni a Patmos pinacoteca dell'Accademia Carrara;
- Rebecca al pozzo Firenze collezione privata, realizzato nell'ultimo anno di vita e riporta la scritta: JAC COTTAE IN COATUM OPUS MORTE RELICTUM 1689;[17]